# 布土站
布土站（日语：／ Futto eki */?）是位於愛知縣知多郡美濱町大字布土，名古屋鐵道河和線的車站（廢站）。

## 概要
此站於2006年（平成18年）12月16日廢除。在廢除前，每小時除了2班普通列車停靠此站外，早上還有數班急行列車停靠。但是，每小時2班的普通列車班次不是每30分鐘一班（而是連續2班普通列車停靠後，隨後的特急和急行列車連續通過此站）。由於此站的時間表不方便乘客乘車，因此較多乘客會前往鄰站河和口站乘車，該站為快速急行（部分特急停靠）的停車站（截至2006年（平成18年）），使此站的乘車人次一直較低。

## 歷史
- 1932年（昭和7年）7月1日 - 知多鐵道（日语：知多鉄道）成岩至河和口之間開通，此站啟用[2]。
- 1943年（昭和18年）2月1日 - 在合併後成為名古屋鐵道知多線的車站。
- 1948年（昭和23年）11月1日前 - 成為無人車站[3]。
- 1972年（昭和47年）4月1日 - 與同日廢站的四海波站合併[3]。車站向太田川一方遷移900米。
- 2006年（平成18年）12月16日 - 車站被廢除[4]。

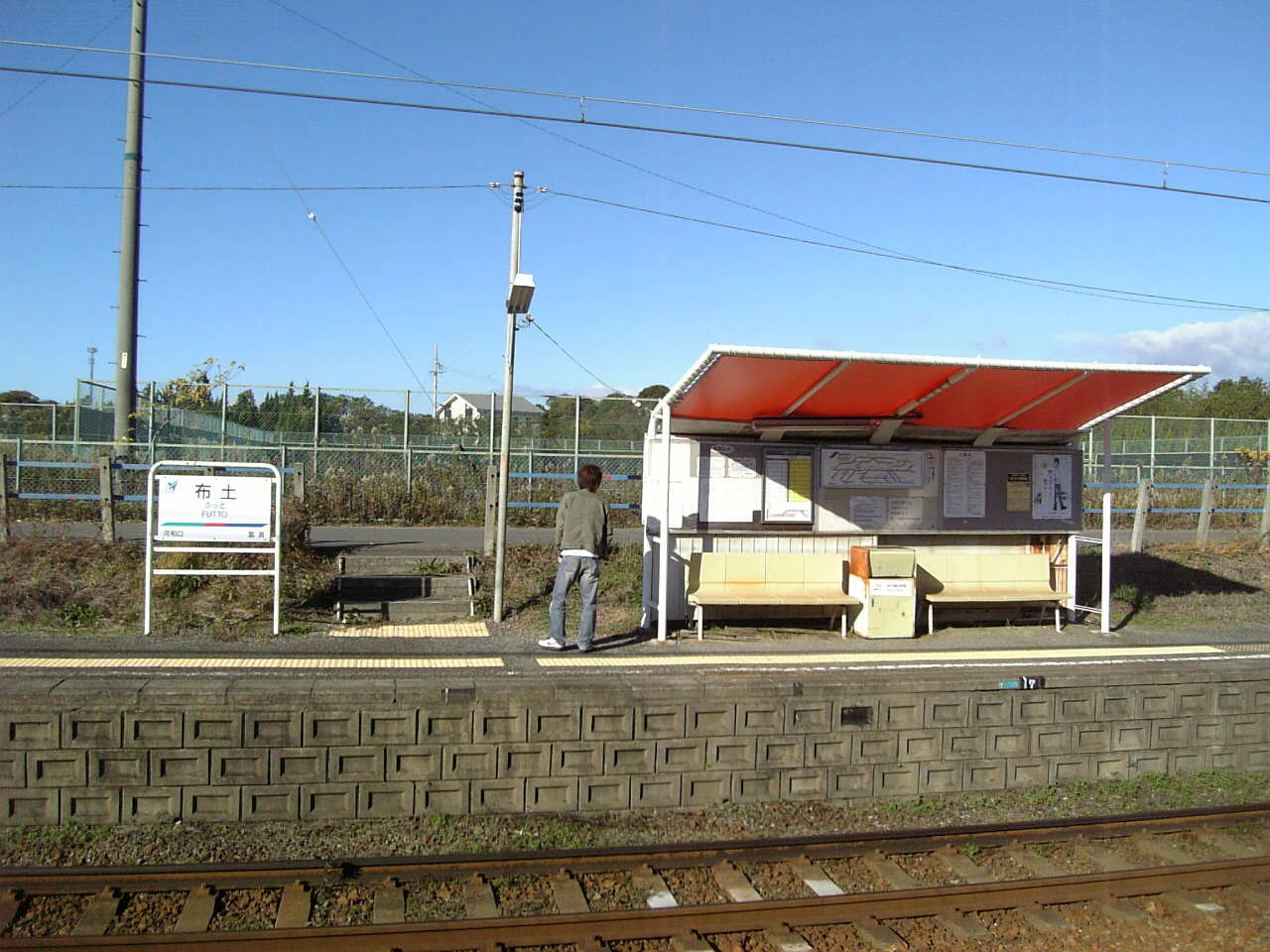
候車室與站名牌

## 車站構造
此站為地面車站，設有2面2線的相對式月台。月台可容納6卡車廂。在未引入車站集中管理系統前，此站已經為無人車站。此站沒有車站大樓，月台直接連接車站出入口。隨著引入車站集中管理系統和削減經費，此站成為了廢除的對象，最後於2006年（平成18年）12月16日廢除。

### 車站線圖
| ← 太田川、 名古屋方向                       | 布土站 站內配線略圖 | → 河和方向 |
| 图例 参考文献： ※在資訊上沒有設定月台編號。 |                     |            |

## 車站周邊
- 國道247號（日语：国道247号）（師崎街道）
- 三河灣
- 美濱町社區巴士在國道247號（師崎街道）上行走。河和方向每日設有5班，免費乘坐。

## 使用狀況
- 在中提及在1992年度，當時1日平均上下車人次為311人，除岐阜市內線均一車費區間內各站（岐阜市內線、田神線、美濃町線徹明町站至琴塚站之間）外名鐵所有車站（342站）中排名第300，河和線、知多新線（26站）中排名第25[1]。
- 在中提及，在2004年度1日平均乘車人次為105人，在2005年度1日平均乘車人次為110人。

## 相鄰車站
所屬路線與相鄰車站取自營業時代。
名古屋鐵道
■河和線
■特急、□快速急行、■急行
通過
■急行（部分班次停靠）、■普通
富貴－布土－河和口

## 注腳
1. 1 2  名古屋鐵道廣報宣傳部（編）. . 名古屋鐵道. 1994: 651–653.
2. ↑  今尾惠介（監修）.  7 東海. 新潮社. 2008: 47. ISBN 978-4-10-790025-8 （日语）.
3. 1 2  名古屋鉄道広報宣伝部（編）. . 名古屋鉄道. 1994: 873 （日语）.
4. ↑  . 名古屋鉄道ニュースリリース. 2006-10-03  [2023-04-11]. （原始内容存档于2023-04-04） （日语）.
5. ↑  電氣車研究會，《鐵道畫刊》通卷第473號 1986年12月 臨時增刊號 「特集 - 名古屋鉄道」，附圖「名古屋鐵道路線略圖」